# Maggie Hassan
Margaret C. (Maggie) Hassan (Boston, 28 februari 1958) is een Amerikaanse politica van de Democratische Partij. Tussen januari 2013 en januari 2017 was zij gouverneur van de staat New Hampshire. Sindsdien is ze senator voor New Hampshire.
Hassan is de dochter van Robert Coldwell Wood, minister van Volkshuisvesting en Stedelijke Ontwikkeling onder Lyndon B. Johnson, en Margaret Byers Wood. Ze heeft een zus en een broer, acteur Frank Wood.